# Dryopteris austriaca x spinulosa
Dryopteris austriaca x spinulosa là một loài dương xỉ trong họ Dryopteridaceae. Loài này được Holmberg mô tả khoa học đầu tiên năm 1922.
Danh pháp khoa học của loài này chưa được làm sáng tỏ. 